# Бушменленд

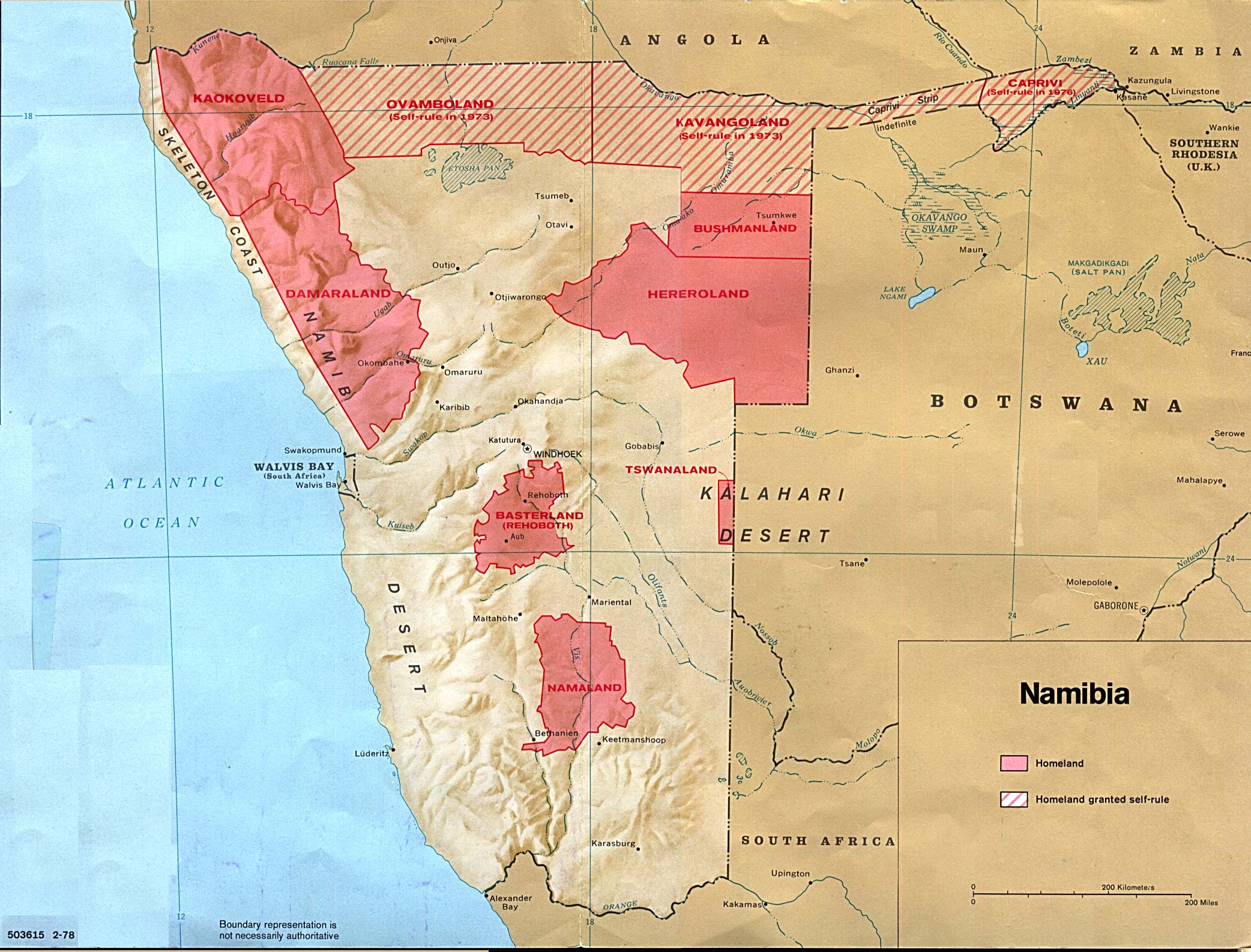
Бантустани в Південно-Західній Африці

Бушменленд (англ. Bushmanland) — бантустан часів апартеїду у регіоні Очосонд'юпа на терені сьогоденної Намібії. Був створений як домівка для бушменів, які мешкали на цьому терені.
Створено у 1976, бантустан займав площу 23 927 км² і мав населення 12000 жителів.
Бушменленд, як і інші бантустани Південно-Західної Африки, був скасований в травні 1989 року. У 1991 увійшов до складу незалежної Намібії.